# Chorotis
Chorotis est une localité argentine située dans la province du Chaco et dans le département de Fray Justo Santa María de Oro.

## Toponymie
Le nom de la localité dérive du peuple indigène Chorotes, qui vivait près du río Pilcomayo.

## Histoire
Bien qu'il y ait des traces de colons depuis le début du XXe siècle, c'est l'arrivée du chemin de fer en 1937 qui a motivé le développement de l'endroit. En 1940, la société CAIAN met en place la première entreprise et trace plusieurs champs dans des fermes où s'installent de petits agriculteurs. En 1949, la première école a été créée et la province a officialisé le nom de Chorotis. La commune a été créée le 23 juin 1989.

## Voies de communication
Ses principales voies de communication sont les routes provinciales 15 et 53, toutes deux des chemins de terre. La première la relie au nord à Venados Grandes et à la route nationale 89, et au sud à la province de Santa Fe. La route 53 la relie à l'est à la route nationale 95 et à la province de Santa Fe. La route goudronnée la plus proche est la route provinciale 5, qui se termine à Venados Grandes, à environ 10 km.
Elle dispose d'une gare située sur le chemin de fer General Belgrano,  avec un service interurbain quotidien de Trenes Argentinos Operaciones entre Chorotis et Presidencia Roque Sáenz Peña,.